# Yayladere
Yayladere (kurdisch Xorxol) ist eine Stadt und ein Landkreis der türkischen Provinz Bingöl. Die im Stadtsiegel abgebildete Jahreszahl 1975 dürfte auf das Jahr der Erhebung zur (Stadt-)Gemeinde (Belediye/Belde) hinweisen.
Der Landkreis Yayladere wurde am 4. Juli 1987 gegründet und umfasst den früheren Bucak Yaladere. Er gehörte bis zu seiner Selbständigkeit zum Kreis Kiğı.

## Geographie
Der Landkreis ist der kleinste der Provinz. Er grenzt im Norden und Westen an die Provinz Tunceli und im Süden an die Provinz Elazığ. Der Fluss Peri Çayı bildet dabei die natürliche Grenze zu Elazığ. Das Gebiet liegt etwa 1.600 m über dem Meeresspiegel. Die Berge werden bis zu 2.800 m hoch. Die beiden größten sind der Sülbüs/Selbuz (2.884 m) und Sultan Mehmet/Taru.

## Bevölkerung
Yaladere hat die geringste Bevölkerung aller Kreise der Provinz. Im Landkreis leben auch viele Aleviten. Mehr als die Hälfte (53,4 %) der Einwohner leben in der Kreisstadt. Zum Kreis gehören noch 20 Dörfer (Köy), die nur eine geringe Durchschnittsbevölkerung haben (50 Einwohner pro Dorf). Mit 154 Einwohnern ist Çalıkağıl das größte Dorf. Mit nur 5,2 Einwohner je Quadratkilometern hat der Kreis eine der geringsten Bevölkerungsdichten der Türkischen Republik.
Viele Dörfer stehen leer, weil die Bevölkerung während des Konfliktes der PKK mit dem Staat vertrieben worden ist. Die meisten zogen in Großstädte wie Istanbul.

### Bevölkerungsüberblick 1965 bis 2000
| Volkszählungsergebnisse            | 2000  | 1990  |
| ---------------------------------- | ----- | ----- |
| Einwohner des Kreises Yayladere    | 4.050 | 3.607 |
| Einwohner der Kreisstadt Yayladere | 3.136 | 1.294 |

| Volkszählungsergebnisse       | 1985  | 1980  | 1975   | 1970   | 1965   |
| ----------------------------- | ----- | ----- | ------ | ------ | ------ |
| Einwohner des Bucak Yayladere | 6.199 | 8.214 | 11.292 | 10.515 | 10.554 |
| Einwohner der Stadt Yayladere | 1.553 | 1.678 | 2.438  | 616    | 722    |

## Geschichte
In Yayladere siedelten neben den Hurritern auch die Urartäer, die Meder, die Perser und die Römer. Nach dem Einsickern der Turkvölker im 11. Jahrhundert, fiel Yayladere 1071 mit der Niederlage der Byzantiner gegen die Seldschuken an die Turkmenen. 1080–1201 herrschte hier die lokale Dynastie der Saltukiden. Der Turkmene Uzun Hasan herrschte hier bis 1473. 1514 fiel Yayladere an die Osmanen. Seit 1923 gehört Yayladere zur türkischen Republik. Der alte Name Xolxol wurde 1959, wie alle alten kurdischen und armenischen Dorf- und Flurnamen durch türkische Namen ersetzt.